# En Voice
En Voice ist ein deutsches Chillout- und Downbeat-Projekt der Musiker Andreas Frenkel-Piesch und Roland Jacob.

## Geschichte
En Voice wurde 2002 von den beiden deutschen Musikern und Produzenten Andreas Frenkel-Piesch und Roland Jacob in Frankfurt am Main gegründet. Im Jahr 2005 wurde das Debütalbum Inclination for Composure auf CD unter dem Londoner Musiklabel Millennium Records veröffentlicht. Im Jahr darauf folgte das zweite Album Hall of Dreams, welches unter demselben Label auf CD veröffentlicht wurde. 
Nach der Veröffentlichung des zweiten Albums trennte sich das Duo. Seitdem nutzt Frenkel-Piesch den Künstlernamen alleine. Im Jahr 2011 wurden die beiden Alben unter dem eigenen Musiklabel von Frenkel-Piesch, „Dreamzone Music“, digital wiederveröffentlicht.
Im Dezember 2024 kündigte Frenkel-Piesch mit der EP Route du Soleil das Comeback von En Voice an, die ebenfalls seinem Label Dreamzone Music veröffentlicht wurde. 

## Diskografie

### Alben
- 2004: Inclination for Composure, Millennium Records[2]
- 2005: Inclination for Composure, Millennium Records
- 2006: Hall of Dreams, Millennium Records

### EP
- 2024: Route du Soleil, Dreamzone Music